# 高橋和裕
高橋 和裕（たかはし かずひろ、1976年7月27日 - ） は、日本の陸上競技選手。奈良県出身。200m元日本記録、100m元日本ジュニア記録・元日本高校記録保持者。200m元日本高校記録保持者。
高橋の“高”は、はしごの髙。

## 略歴
1994年、奈良県立添上高等学校在学時、日本陸上選手権大会で200mに出場し、伊東浩司に勝利。近畿インターハイにおいて、200mで20秒57のタイムを出し日本記録保持者（当時）となった。富山インターハイで100mを10秒24の高校新となる記録で優勝、200mも大会記録（20秒90、当時）で優勝、4×100mリレーの準決勝で40秒23を記録し高校新（当時）となる。また、専門外ながら初めて4×400mリレーで一走を務め優勝しインターハイ初の四冠王に輝いた。
早稲田大学に入学後、記録更新はならなかったが、スプリンターとして活躍した。1999年には世界室内陸上競技選手権大会に出場し、4×400mリレーの予選で日本代表チーム（高橋 - 小坂田淳 - 簡優好 - 苅部俊二）の一走を務めて3分05秒90のアジア新記録を樹立した。2000年、クレーマジャパンに所属。シドニーオリンピック出場を目指し、全日本実業団対抗陸上競技選手権の200mに出場。オリンピック参加標準記録に迫るタイムを出したが、代表選手には選ばれなかった。引退するまで「陸上スクール」というイベントを開き、中学・高校生に指導した。2004年のアテネオリンピックを目指していたが、参加標準記録を突破出来ず引退した。
2007年4月より静岡県立浜名高等学校へ教諭として赴任し陸上競技部の指導にあたる。
2013年4月より天竜林業高等学校(現･天竜高等学校)へ赴任
2016年4月より静岡県立浜松湖東高等学校へ赴任

## 記録
- 100m - 10秒24（+0.4m/秒, 1994年）
- 200m - 20秒57（1994年）
- 室内4x400mR - 3分05秒90（1999年）：アジア記録

## 主要大会成績

### 国際大会
| 年                                                             | 大会                    | 場所       | 種目    | 結果   | 記録            | 備考                          |
| -------------------------------------------------------------- | ----------------------- | ---------- | ------- | ------ | --------------- | ----------------------------- |
| 1994                                                           | 第12回アジア大会        | 広島       | 200m    | 5位    | 21秒01 (+1.7)   |                               |
| 1999                                                           | 第7回世界室内選手権     | 前橋       | 200m    | 予選   | 21秒35          |                               |
| 1999                                                           | 第7回世界室内選手権     | 前橋       | 4x400mR | 5位    | 3分06秒22 (1走) | 予選3分05秒90：室内アジア記録 |
| 2000                                                           | 第13回アジア選手権 (en) | ジャカルタ | 400m    | 準決勝 | 47秒46          |                               |
| 2000                                                           | 第13回アジア選手権 (en) | ジャカルタ | 4x100mR | 2位    | 39秒18 (3走)    |                               |
| 『日本陸上競技連盟七十年史』、『日本陸上競技連盟八十年史』参照 |                         |            |         |        |                 |                               |

### 日本選手権
- 8位以内の成績を収めた大会を記載

| 年                                                             | 大会             | 種目 | 結果 | 記録          | 備考 |
| -------------------------------------------------------------- | ---------------- | ---- | ---- | ------------- | ---- |
| 1994                                                           | 第78回日本選手権 | 200m | 優勝 | 20秒90 (-0.3) |      |
| 1999                                                           | 第83回日本選手権 | 200m | 4位  | 21秒40 (-1.8) |      |
| 2000                                                           | 第84回日本選手権 | 200m | 7位  | 21秒18 (+0.4) |      |
| 2004                                                           | 第84回日本選手権 | 200m | 6位  | 21秒09 (+1.5) |      |
| 『日本陸上競技連盟七十年史』、『日本陸上競技連盟八十年史』参照 |                  |      |      |               |      |

### 獲得タイトル
- 優勝した主要大会を記載（主要国際大会と日本選手権を除く）

| 1994                                                           | 第47回インターハイ        | 100m    | 10秒24 (+0.4)   | 当時日本高校記録 |
| 1994                                                           | 第47回インターハイ        | 200m    | 20秒90 (+0.3)   |                  |
| 1994                                                           | 第47回インターハイ        | 4x100mR | 40秒43 (4走)    |                  |
| 1994                                                           | 第47回インターハイ        | 4x400mR | 3分10秒45 (1走) |                  |
| 1994                                                           | 第49回国民体育大会・少年A | 100m    | 10秒35 (+0.6)   |                  |
| 2000                                                           | 第48回全日本実業団選手権  | 200m    | 20秒77 (+0.7)   |                  |
| 『日本陸上競技連盟七十年史』、『日本陸上競技連盟八十年史』参照 |                           |         |                 |                  |